# Bufor hemoglobinowy
Bufor hemoglobinowy - bufor stanowiący 35% pojemności buforowej krwi, wraz z buforem wodorowęglanowym i białczanowym umożliwia utrzymanie pH krwi na względnie stałym poziomie.
Z buforem hemoglobinowym wiąże się efekt Bohra - zjawisko zmniejszonego powinowactwa hemoglobiny do przyłączania tlenu w środowisku o obniżonym pH, umożliwiające oddawanie cząsteczek tlenu w tkankach, w których jest on aktualnie potrzebny oraz przyłączanie jonów H+ powstałych z dysocjacji kwasu węglowego, utworzonego w erytrocytach z CO2 i H2O pod wpływem enzymu - anhydrazy węglanowej. Dodatkowo do reszty aminowej waliny na N-końcu łańcucha polipeptydowego przyłącza się CO2 tworząc karbaminohemoglobinę.